# Nickelodeon Kids’ Choice Awards 2023
36. gala Nickelodeon Kids’ Choice Awards odbyła się 4 marca 2023 na amerykańskim Nickelodeon Galę poprawdziła Nate Burleson oraz amerykańska influencerka Charli D’Amelio. 

## Prowadzący
- Nate Burleson
- Charli D’Amelio

## Nominacje
Nominacje zostały oficjalnie potwierdzone 31 stycznia 2023

### Film
| - Avatar: Istota wody - Black Adam - Czarna Pantera: Wakanda w moim sercu - Hokus Pocus 2 - Jurassic World: Dominion - Monster High: The Movie - Sonic 2. Szybki jak błyskawica (wygrana) - Top Gun: Maverick - Dwayne Johnson jako Black Adam/Teth-Adam z filmu Black Adam (wygrana) - Jim Carrey jako Doktor Robotnik z filmu Sonic 2. Szybki jak błyskawica - Chris Hemsworth jako Thor z filmu Thor: Miłość i grom - Chris Pratt jako Owen Grady z filmu Jurassic World: Dominion - Ryan Reynolds jako Big Adam z filmu Projekt Adam - Tom Cruise jako kpt. Pete "Maverick" Mitchell z filmu Top Gun: Maverick - Millie Bobby Brown jako Enola Holmes z filmu Enola Holmes 2 (wygrana) - Lupita Nyong’o jako Nakia z filmu Czarna Pantera: Wakanda w moim sercu - Elizabeth Olsen jako Wanda Maximoff / Szkarłatna Wiedźma z filmu Doktor Strange w multiwersum obłędu - Sarah Jessica Parker jako Sarah Sanderson z filmu Hocus Pocus 2 - Natalie Portman jako Jane Foster / Potężna Thor z filmu Thor: Miłość i grom - Letitia Wright jako Shuri z filmu Czarna Pantera: Wakanda w moim sercu | - DC Liga Super-Pets - Hotel Transylwania: Transformania - Buzz Astral - Minionki: Wejście Gru (wygrana) - Pan Wilk i Spółka - To nie wypanda - Steve Carell jako Gru z filmu Minionki: Wejście Gru - Chris Evans jako Buzz Astral z filmu Buzz Astral - Kevin Hart jako Ace z filmu DC Liga Super-Pets - Dwayne Johnson jako Krypto z filmu DC Liga Super-Pets (wygrana) - Andy Samberg jako Dale z filmu Chip i Dale: Brygada RR - Andy Samberg jako Jonathan z filmu Hotel Transylwania: Transformania - Awkwafina jako Tarantula z filmu Pan Wilk i Spółka - Selena Gomez jako Mavis z filmu Hotel Transylwania: Transformania (wygrana) - Salma Hayek jako Kitty Kociłapka z filmu Kot w butach: Ostatnie życzenie - Taraji P. Henson jako Belle Bottom z filmu Minionki: Wejście Gru - Sandra Oh jako Ming z filmu To nie wypanda - Keke Palmer jako Izzy Hawthorne z filmu Buzz Astral |

### Telewizja
| - Czy boisz się ciemności? - High School Musical: The Musical: The Series - Ms. Marvel - Raven na chacie - Wróżkowie chrzestni – jeszcze dziwniejsi (wygrana) - That Girl Lay Lay - Potężne Kaczory: Sezon na zmiany - Cobra Kai - iCarly - Obi-Wan Kenobi - Mecenas She-Hulk - Stranger Things - Wednesday - Young Rock - Młody Sheldon - The Really Loud House - Chybić Farah - Joshua Bassett jako Ricky z serialu High School Musical: The Musical: The Series (wygrana) - Young Dylan jako Young Dylan z serialu Young Dylan - Israel Johnson jako Noah Lambert z serialu Obóz Kikiwaka - Brady Noon jako Evan Morrow z serialu Potężne Kaczory: Sezon na zmiany - Tyler Wladis jako Roy z serialu Wróżkowie chrzestni – jeszcze dziwniejsi - Ralph Macchio jako Daniel LaRusso z serialu Cobra Kai - Gaten Matarazzo jako Dustin Henderson z serialu Stranger Things - Ewan McGregor jako Obi-Wan Kenobi z serialu Obi-Wan Kenobi - Tamer Farag jako Maged El Alfy z serialu Chybić Farah - Caleb McLaughlin jako Stranger Things as Lucas Sinclair z serialu Stranger Things - Jerry Trainor jako Spencer Shay z serialu iCarly - Wolfgang Schaeffer jako Hirek Harmidomski z serialu The Really Loud House - Finn Wolfhard jako Mike Wheeler z serialu Stranger Things - Imogen Cohen jako Zina z serialu Wróżkowie chrzestni – jeszcze dziwniejsi - Audrey Grace Marshall jako Vivian Turner z serialu Wróżkowie chrzestni – jeszcze dziwniejsi - Olivia Rodrigo jako Nini z serialu High School Musical: The Musical: The Series (wygrana) - Raven-Symoné jako Raven Baxter z serialu Raven na chacie - That Girl Lay Lay jako Lay Lay z serialu That Girl Lay Lay - Sofia Wylie jako Gina z serialu High School Musical: The Musical: The Series - Millie Bobby Brown jako Eleven z serialu Stranger Things - Miranda Cosgrove jako Carly Shay z serialu iCarly - Hilary Duff jako Sophie z serialu Jak poznałam twojego ojca - Asmaa Abulyazeid jako Farah z serialu Chybić Farah - Jenna Ortega jako Wednesday Addams z serialu Wednesday - Tracee Ellis Ross jako Bow Johnson z serialu Czarno to widzę - Sadie Sink jako Max Mayfield z serialu Stranger Things | - America’s Funniest Home Videos - America’s Got Talent - American Ninja Warrior - Floor Is Lava - MasterChef Junior (wygrana) - The Masked Singer - Park Jurajski: Obóz Kredowy - Pełzaki - SpongeBob Kanciastoporty (wygrana) - Młodzi Tytani: Akcja! - Harmidom - Smerfy |

### Muzyka
| - 5 Seconds of Summer - Black Eyed Peas - Blackpink - BTS (wygrana) - Imagine Dragons - OneRepublic - Panic! at the Disco - Paramore - Justin Bieber - Bad Bunny - Drake - Kendrick Lamar - Post Malone - Ed Sheeran - Harry Styles (wygrana) - The Weeknd - Adele - Cardi B - Beyoncé - Billie Eilish - Lady Gaga - Lizzo - Rihanna - Taylor Swift (wygrana) - „Break My Soul” – Beyoncé - „First Class” – Jack Harlow - „About Damn Time” – Lizzo - „I Ain’t Worried” – OneRepublic - „Lift Me Up” – Rihanna - „As It Was” – Harry Styles (wygrana) - „Anti-Hero” – Taylor Swift - „Bejeweled” – Taylor Swift | - Renaissance – Beyoncé - God Did – DJ Khaled - Special – Lizzo - Harry’s House – Harry Styles - Midnights (3am Edition) – Taylor Swift (wygrana) - Dawn FM – The Weeknd - Dove Cameron (wygrana) - Devon Cole - GAYLE - Joji - Lauren Spencer Smith - Nicky Youre - „Bam Bam” – Camila Cabello z udziałem Eda Sheerana - „Don’t You Worry” – Black Eyed Peas, David Guetta i Shakira - „I Like You (A Happier Song)” – Post Malone z udziałem Doja Cat - „Numb” – Marshmello z udziałem Khalida - „Stay with Me” – Calvin Harris z udziałem Justina Timberlake’a, Halsey i Pharrella - „Sweetest Pie” – Megan Thee Stallion i Dua Lipa (wygrana) - Dixie D’Amelio - Bella Poarch (wygrana) - Addison Rae - JoJo Siwa - That Girl Lay Lay - Oliver Tree - Bad Bunny (Ameryka Łacińska) - Blackping (Azja) - Harry Styles (Wielka Brytania) - Rosalía (Europa) - Taylor Swift (Ameryka Północna) - Tones and I (Australia) - Wizkid (Afryka) |

### Sport
| - Tom Brady - Stephen Curry - LeBron James (wygrana) - Patrick Mahomes - Lionel Messi - Shaun White | - Simone Biles - Chloe Kim - Naomi Ōsaka - Candace Parker - Serena Williams (wygrana) - Venus Williams |

### Pozostałe kategorie
| - Austin Creed - MrBeast (wygrana) - Ninja - Ryan’s World - SeanDoesMagic - Unspeakable - Charli D’Amelio - Dixie D’Amelio - Gracie's Corner - Kids Diana Show - Miranda Sings - Addison Rae - FGTeeV - Ninja Kidz TV (wygrana) - Ohana Adventure Family - The Bucket List Family - The Royalty Family - The Williams Family | - Piggy Lou Bieber - Noon Coleman - Dodger Evans - Toulouse Grande - Gino Chopra Jonas - Olivia Benson Swift (wygrana) - Adopt Me! - Brookhaven - Just Dance 2023 - Mario + Rabbids Sparks of Hope - Minecraft (wygrana) - Pokémon Scarlet & Violet - Kapitan Majtas - Cat Kid Comic Club - Dziennik cwaniaczka - Five Nights at Freddy’s - Harry Potter (wygrana) - The Bad Guys |